# プトラ・ブリッジ
プトラ・ブリッジ、プトラ橋（英語: Putra Bridge、マレー語: Jambatan Putra）は、マレーシアのプトラジャヤにある主要な橋である。
当橋は、1997年に建造された。橋の上層部は、大通りの一部を形成している。イラン・イスラム共和国のエスファハーンにあるカジョー橋に形状が似ている。
435mのスパンであり、当橋によって政府指定地区と複合開発指定地区を結んでおり、大通りでプトラ広場に接続している。
この巨大な3層橋は、車両、モノレールおよび歩行者のアクセスを提供している。指定地区1およびコア・アイランドの指定地区2間の接続を提供するだけでなく、当橋はプトラジャヤの特別な特徴となるように設計されていた。
橋脚は、主脚の基部に高級レストランが入居し、小型船の桟橋を設ける計画もある。